# سد باوژوسی
سد باوژوسی (به لاتین: Baozhusi Dam) یک سد وزنی و نیروگاه برقابی در چین است که در گوانگیوان واقع شده‌است.